# Kreuz für Auszeichnung in Gerona
Das Kreuz für Auszeichnung in Gerona wurde im Namen des spanischen König Joseph I. durch Beschluss der Regierung am 14. September 1810 gestiftet. Die Auszeichnung sollte die Verteidiger von Gerona im 1809 ehren.

## Ordensdekoration
Die Ordensdekoration war ein achtspitziges rotes Kreuz mit kugelnbestückten Spitzen. Die Kugeln waren in Gold. Zwischen den Kreuzarmen war je ein goldener Turm. In der Kreuzmitte ein weißes Schild, das den heiligen Franziskus zeigte. Der Wahlspruch „La patria al valor y constancia“ darüber in der Bedeutung „das Vaterland der Tapferkeit und Beharrlichkeit“ wurde von einem darüber befindlichen Lorbeerkranz  geziert.
Das Ordensband war rot.